# Krommert
Krommert ist ein Stadtteil von Rhede im Kreis Borken in Nordrhein-Westfalen. Bis 1968 war Krommert eine eigenständige Gemeinde.

## Geographie
Krommert ist eine landwirtschaftlich geprägte Streusiedlung ohne einen verdichteten Dorfkern und umfasst den südöstlichen Teil des Gebiets der Stadt Rhede.

## Geschichte
Krommert war ursprünglich eine westfälische Bauerschaft, die sich südöstlich des Kirchorts Rhede erstreckte. Die erste urkundliche Erwähnung stammt aus dem Jahr 1150. Seit dem 19. Jahrhundert bildete Krommert eine Landgemeinde im Amt Rhede des Kreises Borken. Am 1. August 1968 wurde Krommert mit den übrigen Gemeinden des Amtes Rhede zu einer neuen Gemeinde Rhede zusammengeschlossen, die 1975 das Stadtrecht erhielt.

## Einwohnerentwicklung
| Jahr | Einwohner | Quelle |
| ---- | --------- | ------ |
| 1858 | 630       | [ 5 ]  |
| 1871 | 569       | [ 6 ]  |
| 1885 | 591       | [ 7 ]  |
| 1910 | 712       | [ 8 ]  |
| 1925 | 783       | [ 9 ]  |
| 1939 | 856       | [ 9 ]  |
| 1950 | 1091      | [ 10 ] |
| 1968 | 1091      | [ 10 ] |

## Baudenkmäler
Die Turmwindmühle Habers steht unter Denkmalschutz.

## Kultur
Träger des lokalen Brauchtums sind die Bauernschützen Crommert, die St. Georgius Schützenbruderschaft Krommert-Renzelhook und der St. Johannes Schützenverein Krommert-Enckhook.